# Propionato de clobetasol
Propionato de clobetasol é um composto químico do grupo dos corticosteróides. Como medicamento de uso tópico, possui propriedades anti-inflamatórias. É indicado no tratamento de doenças como a eczema e a psoríase, e geralmente é encontrado na forma de pomada ou creme emoliente.

## Fórmula química
C25H32ClFO5

## Propriedades químicas
- Peso molecular - 467,0

## Propriedades físicas
- Aspecto - pó cristalino branco ou quase branco.
- Solubilidade
  - facilmente solúvel na acetona
  - praticamente insolúvel na água
  - ligeiramente solúvel no etanol a 96 %